# Pathé de Munt
Pathé de Munt is een grote bioscoop in het centrum van Amsterdam van bioscoopexploitant Pathé.
De bioscoop bevindt zich aan de Vijzelstraat op korte afstand van een andere Pathé-bioscoop: Pathé Tuschinski in de Reguliersbreestraat. Beide bioscopen grenzen achter de winkels van de Reguliersbreestraat aan elkaar.
De bioscoop heeft 13 zalen, verdeeld over drie verdiepingen, met in totaal 1829 stoelen; de grootste zaal telt 318 stoelen. Toen Pathé de Munt in november 2000 werd geopend, was het de eerste multiplex-bioscoop in de binnenstad van Amsterdam.
In de periode 1990-2000 werden eerder dergelijke multiplexen verspreid over heel Nederland. Het bleek dat zulke grote bioscopen een positief effect hebben op de bezoekersaantallen, vooral als ze in de binnenstad liggen. Multiplexen in de periferie, zoals Pathé Arena, trekken daarbij een nieuw publiek aan, terwijl de opening van Pathé de Munt ten koste ging van de bezoekersaantallen van oudere, kleinere bioscopen in de binnenstad.
Op 26 mei 2017 is er aangekondigd dat er een Dolby Cinema zaal zal worden geopend in het najaar van 2017.

## Ontwerp
Het moderne gebouw werd ontworpen door Georges van Delft in samenwerking met Plan architekten en de Franse architect Christian de Portzamparc. De voorgevel kan gezien worden als een bakstenen Trompe l'oeil: als je vanuit de Vijzelstraat richting Munt naar de gevel kijkt (zie foto), lijkt die veel dieper dan hij in werkelijkheid is. Toch is er ook veel kritiek op de gevel van de bioscoop aan de Vijzelstraat. Bezoekers moeten schuin door een soort spelonken naar binnen.

## Capaciteit per zaal
| Zaal       | 1   | 2   | 3  | 4  | 5  | 6  | 7  | 8  | 9  | 10 | 11  | 12 | 13 |
| ---------- | --- | --- | -- | -- | -- | -- | -- | -- | -- | -- | --- | -- | -- |
| Capaciteit | 238 | 144 | 95 | 68 | 69 | 74 | 53 | 55 | 53 | 53 | 181 | 75 | 75 |